# Neotheronia jugaldei
Neotheronia jugaldei là một loài tò vò trong họ Ichneumonidae.